# Stephaniellidium sleumeri
Stephaniellidium es un género monotípico de hepáticas perteneciente a la familia Gymnomitriaceae. Su única especie: Stephaniellidium sleumeri, es originaria de Colombia y Perú.

## Taxonomía
Stephaniellidium sleumeri fue descrita por (Müll.Frib.) S.Winkl. ex Grolle y publicado en Acta Botanica Fennica 121: 38. 1983.
Sinonimia
- Stephaniella sleumeri K. Müller